# Aisha Hinds
Pour les articles homonymes, voir Hinds.
Aisha Hinds, née le 13 novembre 1975 dans le quartier de Brooklyn à New York, est une actrice américaine.
Elle commence sa carrière dans les années 2000 en multipliant les apparitions à la télévision : The Shield (2004), Invasion (2005-2006), Dollhouse (2009), True Blood (2008-2010), Hawthorne : Infirmière en chef (2009-2010); et quelques rôles mineurs au cinéma : Assaut sur le central 13 (2005), Mr. Brooks (2007).
La décennie suivante, elle s'impose sur le petit écran grâce à divers rôles réguliers : Detroit 1-8-7 (2010-2011), Cult (2013), Under the Dome (2013-2015), Underground (2017), Shots Fired (2018). Tout en poursuivant, essentiellement, les rôles de soutien dans des longs métrages comme Unstoppable (2010), Les Trois Prochains Jours (2010), Star Trek Into Darkness (2013), Si je reste (2014), Beyond the Lights (2014).
Depuis 2018, elle est l'une des têtes d'affiche de la série dramatique et médicale de Ryan Murphy, 9-1-1.

## Biographie

### Carrière
En octobre 2017, elle rejoint le casting principal de la série télévisée 9-1-1 créée par Ryan Murphy et Brad Falchuk dans le rôle de Henrietta Wilson. La série est diffusée depuis le 3 janvier 2018 sur la Fox,.

## Filmographie

### Cinéma

#### Longs métrages
- 2000 : Miracle in Toyland de Diane Eskenazi : Jeu Fille (voix, vidéofilm)
- 2005 : Assaut sur le central 13 de Jean-François Richet : Anna
- 2005 : Neo Ned de Van Fischer : la femme dans le magasin
- 2007 : Mr. Brooks de Bruce A. Evans : Nancy Hart
- 2009 : Madea Goes to Jail de Tyler Perry : Fran
- 2009 : Lost Dream de Asif Ahmed : Professeur Capello
- 2009 : Within de Hanelle M. Culpepper : Dr Kelly
- 2010 : Unstoppable de Tony Scott : la coordinatrice de la campagne de sécurité des chemins de fer
- 2010 : Les Trois Prochains Jours de Paul Haggis : Détective Collero
- 2013 : Star Trek Into Darkness de J.J. Abrams : Officier de navigation Darwin
- 2014 : Si je reste de R.J. Cutler : l'infirmière Ramirez
- 2014 : Beyond the Lights de Gina Prince-Bythewood : J Stanley
- 2019 : Godzilla 2 : Roi des monstres : colonel Diane Foster
- 2023 : Tout à fait son style : Billie
- 2024 : The American Society of Magical Negroes de Kobi Libii :

#### Courts métrages
- 2004 : Love Aquarium de Ka'ramuu Kush : Nina
- 2013 : And Then... de Ka'ramuu Kush (également co scénariste et chef de production)
- 2016 : The Tale of Four de Gabourey Sidibe : Peaches
- 2016 : #Trending de Stacey Muhammad : La mère de Renée

### Télévision

#### Téléfilms
- 2011 : Un combat, cinq destins de Jennifer Aniston, Patty Jenkins, Alicia Keys, Demi Moore et Penelope Spheeris : Bernice
- 2011 : Gun Hill de Reggie Rock Bythewood : Arlen Carter
- 2013 : The Arrangement de Kevin Bray : Rosie
- 2016 : All the Way de Jay Roach : Fannie Lou Hamer

#### Séries télévisées
- 2003 : Blue's Clues : Mme Marigold (4 épisodes)
- 2003 : New York Police Blues : Carla Howell (1 épisode)
- 2004 : Urgences : l'administratrice (1 épisode)
- 2004 : The Shield : Annie Price (saison 3, 8 épisodes)
- 2004 : Preuve à l'appui : Asmina Chol (1 épisode)
- 2004 : Boston Justice : Beah Toomy (1 épisode)
- 2005 : Hate : Paula (pilote non retenu par Showtime)
- 2005 : Médium : Maxine Harris (1 épisode)
- 2005 : Les Experts : Manhattan : Brett Stokes (1 épisode)
- 2005 : Amy : Lena Reynolds (1 épisode)
- 2005 - 2006 : Invasion : Mona Gomez (rôle récurrent - 15 épisodes)
- 2006  : Philadelphia : la travailleuse sociale (2 épisodes)
- 2006 : Standoff : Les Négociateurs : Anne (1 épisode)
- 2006 : Lost : Les Disparus : la nonne nigérienne (1 épisode)
- 2007 : Stargate SG-1 : Thilana, saison 10 épisode 12 (1 épisode)
- 2007 : Retour à Lincoln Heights (Lincoln Heights) : Agent Murietta (1 épisode)
- 2007 : Women's Murder Club : Melanie Topor (1 épisode)
- 2007 : Cold Case : Affaires classées : Lorraine Henderson (1 épisode)
- 2007 : Conspiracy (pilote non retenu par Fox Television Stations)
- 2008 : Bones : Officier Norma Randall (1 épisode)
- 2008 : Inseparable : Bitsi (pilote non retenu par ABC)
- 2008 - 2010 : True Blood : Mme Jeanette / Nancy Levoire (rôle récurrent - saisons 1 à 3, 8 épisodes)
- 2009 : New York, unité spéciale : Jackie Blaine (1 épisode)
- 2009 : Prison Break : une gardienne (saison 4, épisodes 23 et 24)
- 2009 : Dollhouse : Loomis (rôle récurrent - saison 1, 5 épisodes)
- 2009 : Desperate Housewives : Maid (saison 6, épisode 5)
- 2009 - 2010 : Hawthorne : Infirmière en chef : Isabel Walsh (rôle récurrent - saisons 1 et 2, 8 épisodes)
- 2010 : Weeds : Latrice (saison 6, 3 épisodes)
- 2010 - 2011 : Detroit 1-8-7 : Lieutenant Maureen Mason (rôle principal - 18 épisodes)
- 2011 : Les Experts : Miami : Dr Rachel Porter (1 épisode)
- 2013 : Cult : Détective Rosalind Sakelik (rôle récurrent - saison 1, 7 épisodes)
- 2013 - 2015 : Under the Dome : Carolyn Hill (rôle récurrent - saisons 1 à 3, 16 épisodes)
- 2014 : NCIS : Los Angeles : Mlle Ava Wallace (saison 6, 3 épisodes)
- 2014 : Killer Women : Agent du FBI Clark (1 épisode)
- 2015 : Wet Hot American Summer: First Day of Camp : Amelia (saison 1, épisode 4)
- 2015 : G Code : Deidra Gooding (pilote non retenu par Blip)
- 2015 : Breed : Capitaine Dennison (pilote non retenu par TNT)
- 2017 : Underground : Harriet Tubman (rôle récurrent - saison 2, 7 épisodes)
- 2017 : Shots Fired : pasteur Janae James (mini-série, rôle principal - 10 épisodes)
- 2018 : Classé sans suite : Voletta Wallace (rôle récurrent - saison 1, 5 épisodes)
- depuis 2018 : 9-1-1 : Henrietta 'Hen' Wilson (rôle principal)
- 2021 : 9-1-1 : Lone Star : Henrietta "Hen" Wilson (saison 2, épisode 3)

### Clip vidéo
- 2014 : Get Your Life de Caught a Ghost

## Distinctions
Sauf indication contraire ou complémentaire, les informations mentionnées dans cette section proviennent de la base de données IMDb.

### Nominations
- Black Reel Awards 2015 : meilleure actrice dans un second rôle dans une mini-série où un téléfilm pour Gun Hill
- Black Reel Awards for Television 2017 : 
  - meilleure actrice dans un second rôle dans une série télévisée dramatique pour Underground
  - meilleure actrice dans un second rôle dans une mini-série où un téléfilm pour Shots Fired

## Voix françaises
En France, Aisha Hinds est régulièrement doublée par Laura Zichy.
| - Laura Zichy dans, : - Mr. Brooks - Dollhouse (série télévisée) - Desperate Housewives (série télévisée) - Hawthorne : Infirmière en chef (série télévisée) - Detroit 1-8-7 (série télévisée) - Under the Dome (série télévisée) - The Arrangement (série télévisée) - NCIS : Los Angeles (série télévisée) - Beyond the Lights - Wet Hot American Summer: First Day of Camp (série télévisée) - Shots Fired (série télévisée) - 9-1-1 (série télévisée) - 9-1-1 : Lone Star (série télévisée) - The American Society of Magical Negroes - Odile Schmitt dans (les séries télévisées) : - New York, unité spéciale - Weeds | - Anne Dolan dans (les séries télévisées) : - Cold Case : Affaires classées - Stargate SG-1 Et aussi - Pascale Vital dans The Shield (série télévisée) - Martine Maximin dans Preuve à l'appui (série télévisée) - Nathalie Duverne dans Amy (série télévisée) - Annie Milon dans Médium (série télévisée) - Souria Adele dans Invasion (série télévisée) - Laure Sabardin dans True Blood (série télévisée) - Coco Noel dans Un combat, cinq destins (téléfilm) - Claudia Tagbo dans Si je reste - Monia Douieb dans Unsolved - Nathalie Hons (Belgique) dans Underground (série télévisée) - Virginie Emane dans Godzilla 2 : Roi des monstres - Daria Levannier dans Tout à fait son style |